# Charles B. Luffman
Charles Bogue Luffman (Cockington, Devon, 15 de febrero de 1862 - Babbacombe, Devon, 6 de mayo de 1920), escritor, hispanista, botánico y horticultor inglés.

## Biografía
Hijo de un guarda forestal, su familia se trasladó durante su niñez a Knowle, Bristol. A los treinta años Luffman pasó cuatro comerciando con frutos secos en Italia, Francia y España (en esta última, dos años en Málaga). Durante sus numerosos viajes conoció a la escritora Lauretta Lane, que lo animó a escribir. Tras volver brevemente a Inglaterra, publicó A Vagabond in Spain ("Un vagabundo en España", 1895) bajo el nombre de Carl B. Luffmann y luego publicaría otras obras con el de C. Bogue Luffmann. El gobierno le nombró asesor en cuestiones de agricultura y viajó a Victoria (Australia) a principios de 1895; a fines de ese año se casó con Lauretta Lane en Melbourne. En 1897 se convirtió en el segundo director de la Escuela de Horticultura de Burnley.
Llevó una activa vida de conferenciante y escribió extensamente sobre diseño y gestión de jardines, huertos y granjas, por ejemplo en The Principles of Gardening for Australia (Melbourne, 1903), defendiendo el criterio de que los jardines deben parecerse a lo mejor de la naturaleza y diseñándolos con caminos curvos y claroscuros. Él mismo hizo los jardines de Burnley y los del Metropolitan Golf Club en Oakleigh. En 1902 se separó de su esposa; renunció a la Escuela de Horticultura en enero de 1908 y regresó a España para aumentar sus notas anteriores. Quiet days in Spain fue publicado en 1910. Una invitación de los Estados Unidos para asesorar sobre enfermedades del naranjo le suministró dinero para viajar a Japón. En The Harvest of Japan ("La cosecha de Japón", 1920) informó sobre la vida japonesa. Durante la Primera Guerra Mundial Luffman fue jardinero en Wyke Regis, Dorset, Inglaterra, y dio conferencias sobre jardinería a militares heridos. Murió de cáncer el 6 de mayo de 1920 en Babbacombe, Devon.

## Obras
- A Vagabond in Spain, London: J. Murray, 1895 (2.º ed.).
- The Principles of Gardening for Australia (Melbourne, 1903)
- Quiet days in Spain , London, John Murray, 1910.
- The Harvest of Japan, London, T. C. & E. C. Jack, 1920.